# Musée des Blindés

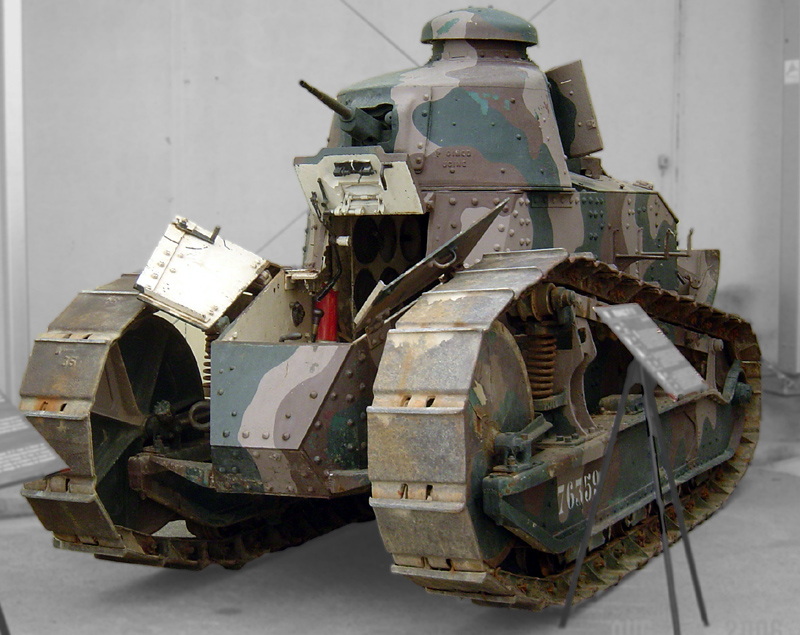
Renault FT-17

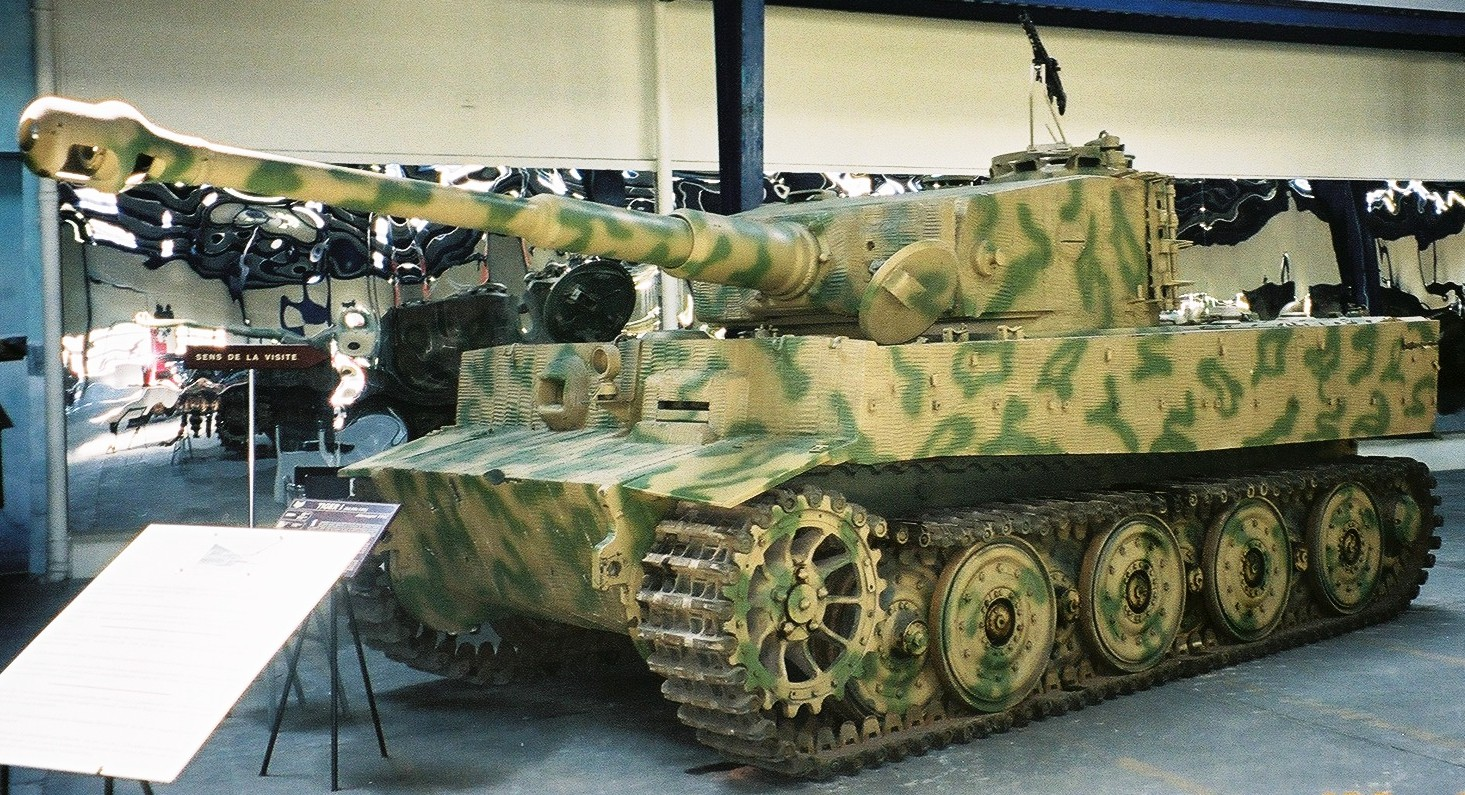
Tiger I

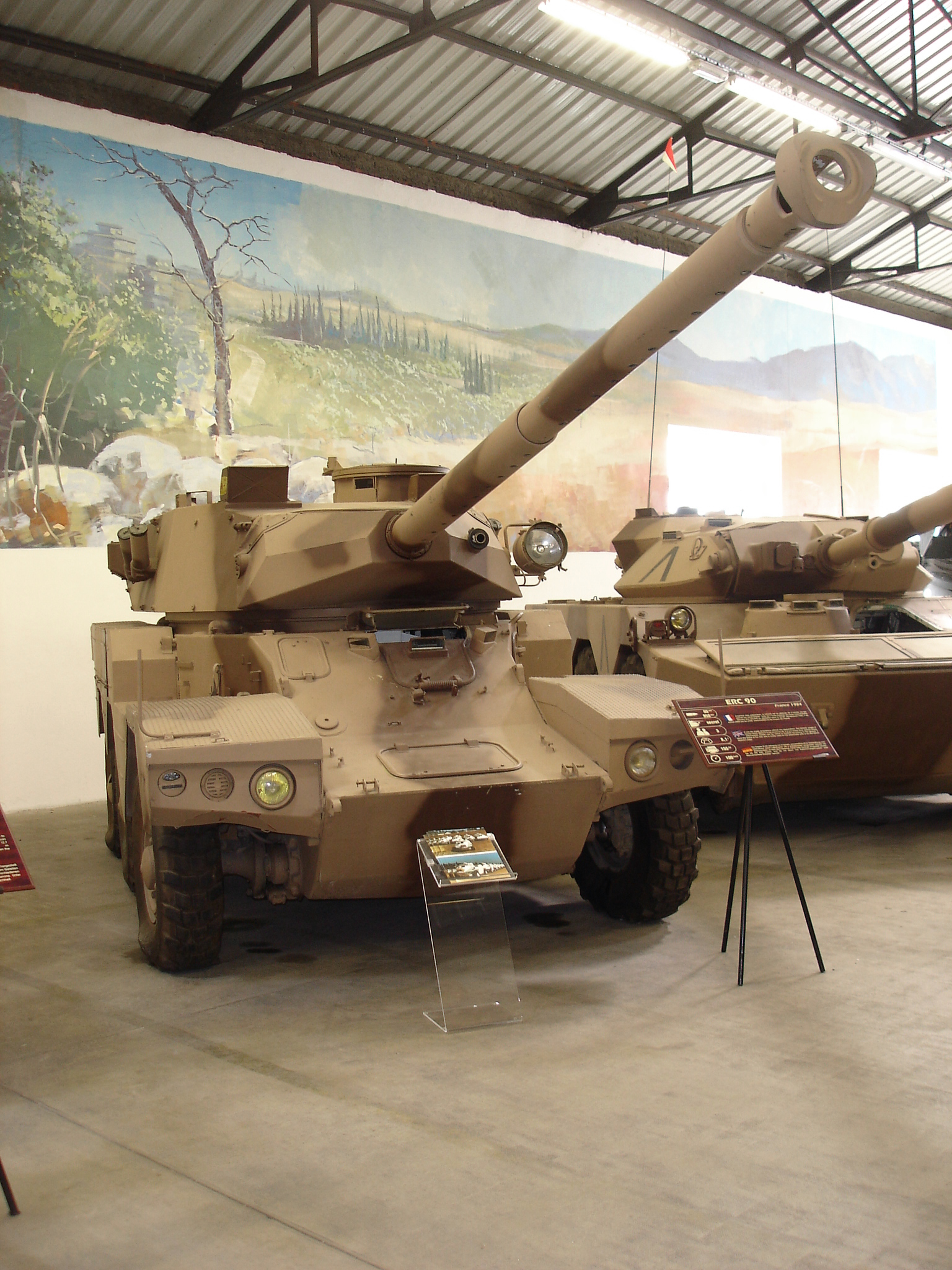
Panhard ERC-90

Musée des Blindés is een tank-museum in Saumur in het Loiredal van Frankrijk. De naam Musée des Blindés betekent Tank-museum.
Het museum heeft de grootste collectie pantservoertuigen ter wereld. Het beschikt over zo'n 880 exemplaren waarvan slechts een deel tentoongesteld kan worden in verband met ruimtegebrek. Meer dan 200 voertuigen zijn rijklaar en treden nog op in militaire shows. Het heeft exemplaren van de oudste tanks, waarvan de ontwikkeling omstreeks de Eerste Wereldoorlog begon. Naast oude en moderne Franse gevechtsvoertuigen beschikt het ook over veel Duits en geallieerd pantsermaterieel uit de Tweede Wereldoorlog.
Er is een speciale zaal met experimentele voertuigen al is deze niet open voor het publiek. Een bibliotheek met veel informatie over Franse pantservoertuigen ontbreekt niet. 

## Voertuigen in de collectie
De voertuigen zijn ingedeeld naar bepaalde perioden, hieronder een aantal bekende:

### Eerste Wereldoorlog
Naast diverse kanonnen staan hier vier Franse voertuigen tentoongesteld, de Schneider CA1, St Chamond, Renault FT-17 en een Renault-vrachtwagen.

### Tweede Wereldoorlog
Franse voertuigen
Alle belangrijke Franse pantservoertuigen staan hier opgesteld, waaronder de Hotchkiss H35, een Renault Char B1, SOMUA S35, AMR 33 en de Renault R35. Het leger had verder de beschikking over veel  halfrupsvoertuigen van Adolphe Kégresse zoals de Unic P107, die ook een plek in het museum heeft. 
Duitse voertuigen
Bijna 30 Duitse tanks waaronder de Marder I, Panzer II, Panzer III, Panzer IV, Tiger I, Tiger II, Jagdpanzer en Panther.
Geallieerde voertuigen
Amerikaanse tanks zoals de M3 Lee en M4 Sherman, maar ook een lichte tank zoals de M3-M5 Stuart en een amfibievoertuig de GMC DUKW. De bekendste jeep Willys MB ontbreekt niet. Britse tanks waaronder de Matilda, Valentine en Mk IV Churchill en tanks uit de Sovjet-Unie zoals de T-34 en de SU-100.

### Koude Oorlog
Warschaupact
Hier staat veel Sovjetmaterieel opgesteld waaronder de BMP, T-54, T-62, BTR-70, BRDM-2 en T-72. Veel van de voertuigen zijn buitgemaakt op het Iraakse leger tijdens de Golfoorlog van 1990-1991.
NAVO
Van drie NAVO-landen staan voertuigen opgesteld zoals de Britse Centurion, Chieftain en Conqueror, de Amerikaanse M26 Pershing, M47 Patton, M48 Patton en M60 Patton en de twee belangrijkste naoorlogse Duitse tanks, de Leopard 1 en Leopard 2.
Frankrijk
Hier staat modern Frans materieel opgesteld zoals de ARL 44, AMX 40, AMX 50 en een AMX 30 met een nucleaire Pluton-raket, en meer bekende typen als de AMX 13, AMX 13 DCA, AMX 10 P, AMX 10RC, AMX 30 en de Leclerc-tank.